# Unai Bustinza
Unai Bustinza Martínez (ur. 2 stycznia 1992 roku w Bilbao) – hiszpański piłkarz, który gra jako obrońca w CD Leganés.